# Ampedus kasugensis
Ampedus kasugensis is een keversoort uit de familie kniptorren (Elateridae). De wetenschappelijke naam van de soort is voor het eerst geldig gepubliceerd in 1966 door Kishii.